# Liste der Biografien/Dorl
Liste der Biografien |
Portal Biografien |
Personensuche
# |
A |
B |
C |
D |
E |
F |
G |
H |
I |
J |
K |
L |
M |
N |
O |
P |
Q |
R |
S |
T |
U |
V |
W |
X |
Y |
Z |
?
 
Da |
Db |
Dc |
Dd |
De |
Dg |
Dh |
Di |
Dj |
Dk |
Dl |
Dm |
Dn |
Do |
Dq |
Dr |
Ds |
Du |
Dv |
Dw |
Dy |
Dz
 
Doa |
Dob |
Doc |
Dod |
Doe |
Dof |
Dog |
Doh |
Doi |
Doj |
Dok |
Dol |
Dom |
Don |
Doo |
Dop |
Doq |
Dor |
Dos |
Dot |
Dou |
Dov |
Dow |
Dox |
Doy |
Doz
 
Dora |
Dorb |
Dorc |
Dord |
Dore |
Dorf |
Dorg |
Dorh |
Dori |
Dorj |
Dork |
Dorl |
Dorm |
Dorn |
Doro |
Dorp |
Dorr |
Dors |
Dort |
Doru |
Dorv |
Dorw |
Dory |
Dorz
Die Liste der Biografien führt alle Personen auf, die in der deutschsprachigen Wikipedia einen Artikel haben. Dieses ist eine Teilliste mit 16 Einträgen von Personen, deren Namen mit den Buchstaben „Dorl“ beginnt.

## Dorl
- Dorl, August (1808–1870), deutscher Arzt und Politiker
- Dorl, Theodor (1810–1877), deutscher Jurist und Politiker

### Dorla
- D’Orlandi, Giovanni (1917–1973), italienischer Diplomat

### Dorle
- Dörle, Emil (1886–1964), deutscher Musiker und Komponist
- Dörle, Hugo (1859–1926), deutscher Jurist und Verwaltungsbeamter
- Dorléac, Françoise (1942–1967), französische SchauspielerinFrançoise Dorléac (1942–1967)

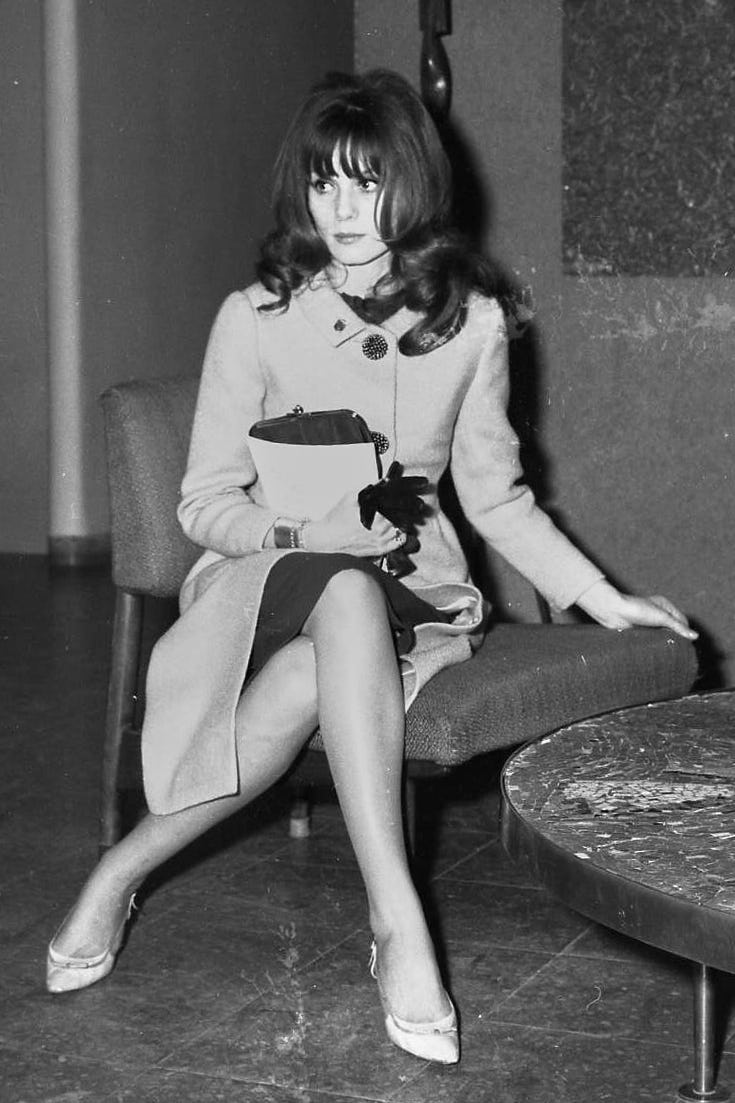
Françoise Dorléac (1942–1967)

- Dorléac, Jean-Pierre (* 1943), französischer Kostümbildner
- Dörlemann, Sabine (* 1961), deutsche Verlegerin
- Dörler, Elisabeth (1959–2013), österreichische römisch-katholische Theologin und Mitglied eines Säkularinstituts
- Dörler, Jakob (1874–1957), deutscher Gewerkschafter und Politiker (Zentrum, BV), MdL
- Dörler, Manfred (1941–2004), österreichischer Politiker und Vorarlberger Landtagspräsident

### Dorli
- Dorlia, Clément (1870–1942), französischer Ruderer
- Dorliak, Nina Lwowna (1908–1998), russische Sängerin (Sopran) und enge Freundin von Swjatoslaw Richter
- Dorlin, Elsa (* 1974), französische Philosophin
- Dorling, Danny (* 1968), britischer Humangeograph

### Dorls
- Dorls, Fritz (1910–1995), deutscher Politiker (DKP-DRP, SRP), MdL, MdB